# La Molina (Lima)
La Molina és un districte de la província de Lima al Perú, i un dels districtes de classe alta que conformen la ciutat de Lima.
Oficialment establert com a districte el 6 de febrer de 1962, l'actual alcalde de La Molina és Luis Dibós Vargas Prada.

## Geografia
El districte té una superfície de 65,75 km². El seu centre administratiu està situat a 241 metres sobre el nivell del mar.
La Molina està situada entre 12° 00′ 07 S", 76° 57′ 00″ i 76° 51' 00" W.

### Límits
- Cap al nord: Ate
- A l'est: Cieneguilla i Pachacámac
- Cap al sud: Villa María del Triunfo i San Juan de Miraflores
- Cap a l'oest: Santiago de Surco

## Demografia
Segons el cens del 2005, de l'INEI, el districte té 124.468 habitants, una densitat de població de 1.893 persones/km² i 33.646 cases.

## El districte
La Molina és un barri residencial de classe alta, destacant les zones de La Planicie, Rinconada, Las Lagunas, Camacho i Residential Monterrico.
Nombroses personalitats peruanes viuen a La Molina, així com moltes figures polítiques. És a causa de la seguretat relativa i calma que el districte proporciona. Uns quants clubs socials peruans exclusius són en aquest districte, com Rinconada Country Club, Country Club La Planicie i el Club Hebraica.
La Molina té un problema d'accessibilitat perquè les avingudes Javier Prado Raúl i Ferrero són les úniques vies que connecten aquest districte amb la resta de la ciutat, i estan sobrecarregades a les hores punta.
Edificis moderns d'empreses, passeigs de compra, universitats privades conformen La Molina.
Hi ha un gran nombre d'escoles privades de nivell a La Molina, incloent-hi Newton College, Colegio Waldorf-Lima, Roosevelt, Peruvian North American Abraham Lincoln School, Villa María, La Recoleta, Alpamayo, Antonio Raimondi, Reina de los Ángeles, Villa Caritas, San Pedro, La Molina Christian Schools (LMCS).
Unes quantes universitats estan situades a La Molina, incloent-hi Universidad Nacional Agraria La Molina, Universidad Privada San Ignacio de Loyola, Universidad Femenina del Sagrado Corazón (UNIFE) i Universidad de San Martín de Porres.